# 久爾吉察鄉
44°01′N 23°38′E / 44.017°N 23.633°E
久爾吉察鄉（羅馬尼亞語：Comuna Giurgița, Dolj），是羅馬尼亞的鄉份，位於該國西南部，由多爾日縣負責管轄，面積74平方公里，海拔高度61米，2007年人口3,128，人口密度每平方公里43人。